# Солонянка черешкувата
Солонянка черешкувата, галіміона черешкувата (Halimione pedunculata) — вид рослин з родини амарантових (Amaranthaceae), поширений на півдні Європи, Казахстані, Туреччині.

## Опис

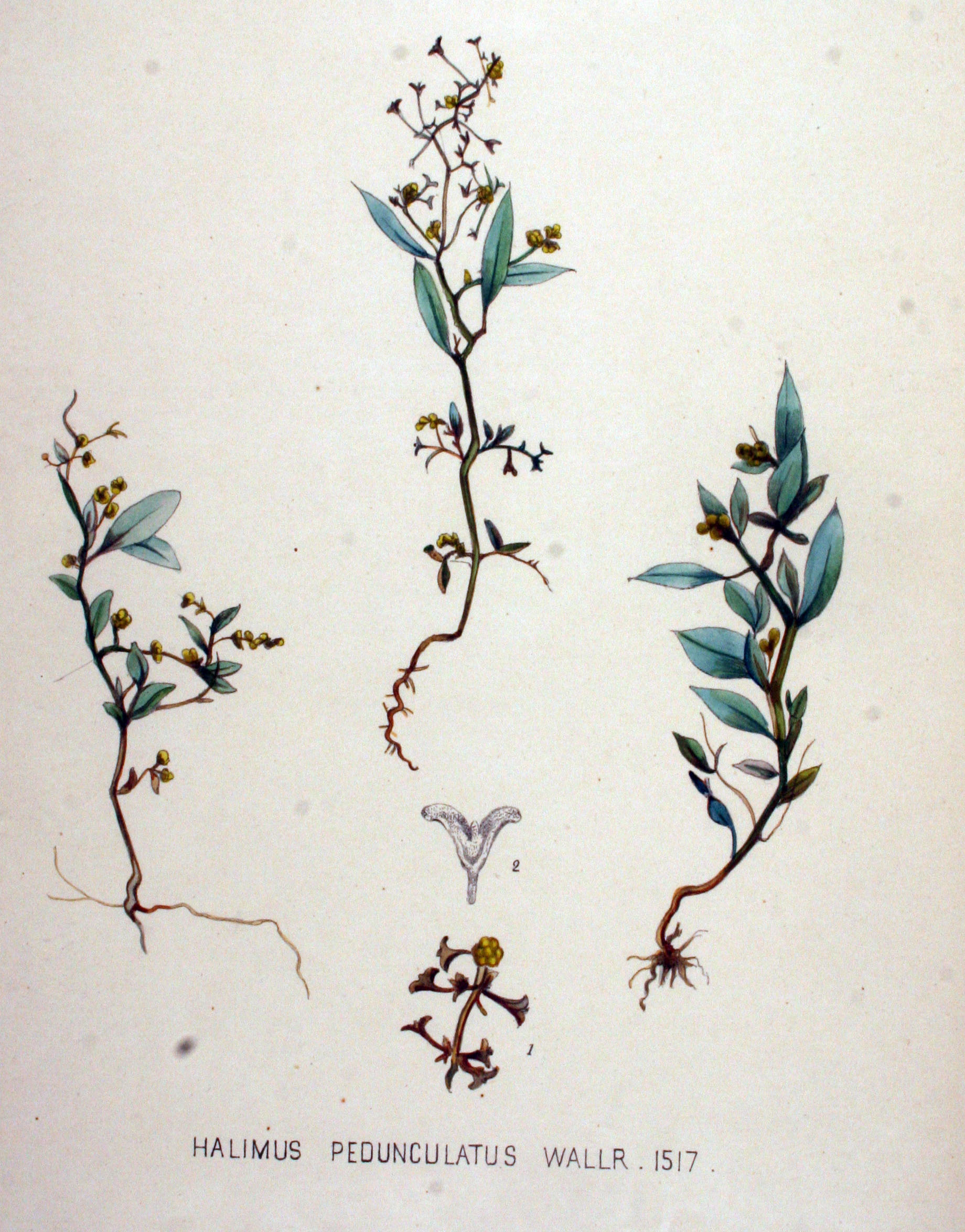

Однорічна трава 10–50 см заввишки. Стебла прямостоячі малогіллясті. Листки чергові, овальні або довгасто-оберненояйцеподібні, коротко-черешкові. Квітки в кільчасто-колосоподібному суцвітті. Приквітки клиноподібно-серцеподібні, з 2 бічними тупими лопатями і дуже дрібною, загостреною середньою.

## Поширення
Поширений від західної Європи до Сибіру й середньої Азії.
В Україні вид зростає на солончаках — у Лівобережному і Донецькому Лісостепу, Степу в Степовому Криму і на ПБК (Феодосійська міськрада, смт Судак, смт Планерське).